# Теорія ймовірностей
Тео́рія ймові́рностей (імові́рностей), тео́рія імові́рності — розділ математики, що вивчає закономірності випадкових явищ: випадкові події, випадкові величини, їхні функції, властивості й операції над ними. Математичні моделі в теорії ймовірності описують з деяким ступенем точності випробування (експерименти, спостереження, вимірювання), результати яких неоднозначно визначаються умовами випробування.
Математичним апаратом теорії ймовірності є комбінаторика та теорія міри.
Теорія ймовірностей виникла і спершу розвивалася як прикладна дисципліна (зокрема, для розрахунків в азартних іграх). Пов'язана з іменами Християна Гюйгенса, Блеза Паскаля, П’єра Ферма. Своїм теоретичним обґрунтуванням зобов'язана Якобу Бернуллі, П'єру-Сімону Лапласу, Пафнутію Чебишову, Олександру Ляпунову. Систему аксіом теорії ймовірностей сформулював Андрій Колмогоров. Теорія ймовірностей є підґрунтям математичної статистики. Широко вживається для опису й вивчення різноманітних технологічних процесів зважаючи на їх стохастичність.

## Історія
Виникнення теорії ймовірностей як науки відносять до середньовіччя і перших спроб математичного аналізу азартних ігор. Спочатку її основні поняття не мали строго математичного вигляду, до них можна було ставитися як до емпіричних фактів, властивостей реальних подій, і формулювалися вони в наочних уявленнях. Найперші наукові праці в галузі теорії ймовірностей належать до XVII століття. Досліджуючи прогнозування виграшу в азартних іграх, Блез Паскаль і П'єр Ферма відкрили перші ймовірнісні залежності, що виникають під час кидання гральних кубиків.
Вважають, що вперше Паскаль взявся за теорію ймовірностей під впливом питань, поставлених перед ним одним з придворних французького двору Шевальє де Мере (1607—1648), що був азартним гравцем, але гра для нього теж була приводом для досить глибоких роздумів. Де Мере запропонував Паскалю два відомі питання, перше з яких він спробував вирішити сам.
Питання були такими:
1. Скільки разів треба кинути два гральних кубика, щоб випадків випадання відразу двох шісток було більше половини від загальної кількості кидків?
2. Як справедливо розділити поставлені двома гравцями гроші, якщо вони з якихось причин припинили гру передчасно?

Ці задачі обговорювалися в листуванні Б. Паскаля і П. Ферма (1601—1665) і послужили приводом для запровадження поняття математичного сподівання, і спроб формулювання основних теорем додавання й добутку ймовірностей. Під впливом поставлених і розглянутих питань вирішенням тих же задач зайнявся Християн Гюйгенс. Він не був знайомий із листуванням Паскаля та Ферма, тому методику розв'язку винайшов самостійно. Його працю, в якій запроваджено основні поняття теорії ймовірностей (поняття ймовірності як величини шансу; математичне сподівання для дискретних випадків, у вигляді ціни шансу), а також використані теореми додавання і множення ймовірностей (не сформульовані явно), було надруковано 1657 року, на двадцять років раніше листів Паскаля і Ферма (1679).
Справжню наукову основу теорії ймовірностей заклав великий математик Якоб Бернуллі (1654—1705). Його праця «Мистецтво припущень» стала першим ґрунтовним трактатом з теорії ймовірностей. Вона містила загальну теорію перестановок і поєднань. А сформульований Бернуллі закон великих чисел дав можливість встановити зв'язок між імовірністю будь-якої випадкової події та частотою її появи, яка спостерігається безпосередньо з досвіду. У першій половині XIX століття теорія ймовірностей починає застосовуватися до аналізу похибок спостережень; Лаплас і Пуассон довели перші граничні теореми. У другій половині XIX століття значний доробок зробили російські вчені: П. Л. Чебишов, А. А. Марков і О. М. Ляпунов. Тоді було доведено закон великих чисел, центральну граничну теорему, а також розроблено теорію ланцюгів Маркова. Сучасного вигляду теорія ймовірностей набула завдяки аксіоматизації, яку запропонував Андрій Миколайович Колмогоров.
Значний внесок в теорію ймовірностей зробив українсько-російський математик, академік НАН України, директор Інституту математики НАН України, лауреат премії імені П. Чебишева Гнєденко Борис Володимирович. Йому вдалося довести в остаточному формулюванні локальну граничну теорему для незалежних, однаково розподілених гратчастих доданків (1948 р.). В Україні він почав дослідження непараметричних методів статистики, закінчив роботу над підручником «Курс теорії ймовірностей» (перше видання — 1949 р.) і монографією «Граничні розподіли для сум незалежних випадкових величин».
Врешті-решт теорія ймовірностей набула чіткого математичного вигляду та остаточно стала сприйматися як один із розділів математики.

## Основні положення
Під випробуванням мається на увазі здійснення запланованих дій і отримання результату за виконання певного комплексу умов S. При цьому припускається, що ці умови є фіксованими; вони або об'єктивно існують, або створюються штучно й можуть бути відтворені необмежену кількість разів.
Прикладами випробування: виготовлення деталі або виробу, кидання монети або грального кубика, розігрування лотереї, проведення аукціону.
Предметом дослідження теорії ймовірності є особливі залежності, притаманні результатам масових однорідних (для яких зберігається комплекс умов S) випробувань. При цьому досліджуються випробування, які характеризуються статистичною регулярністю, хоча наслідки випробувань у кожному випадку можуть бути різними.
Результатом випробування є подія. Події поділяються на: достовірні/правдиві (однозначно відбудуться) та неможливі, сумісні та несумісні, еквівалентні/тотожні та протилежні. Позначаються великими латинськими літерами, наприклад, А, B, С.
Основні об'єкти дослідження теорії ймовірностей:
1. Випадкова подія та її ймовірність.
2. Випадкова величина та її функція розподілу.
3. Випадковий процес та його ймовірнісна характеристика.

Поняття події краще розглядати в теоретико-множинному контексті.[кому?]

### Приклад
Нехай події Ai, (i = 1, 2, 3, 4, 5, 6) полягають у тому, що при одному киданні грального кубика випало {\displaystyle i} очок ; подія А — парна кількість очок. Тоді подія А є множиною подій, елементами якої є події A2, A4, A6, тобто A = {A2, A4, A6}. Якщо при реалізації такої сукупності умов S відбулася одна з подій A2, A4, A6, то це означає, що відбулася подія А (випала парна кількість очок). Отже події A2, A4, A6 є реалізаціями, проявами події А.

### Дискретні розподіли ймовірностей

Розподіл Пуассона, дискретний розподіл ймовірностей.

Дискретна теорія ймовірностей розглядає події, які виникають у зліченних просторах подій.
Наприклад: кидання гральних кісточок, експерименти із колодою карт, випадкове блукання, і підкидання монет
Класичне визначення:
Спочатку ймовірність події визначали як кількість випадків, у яких може трапитися подія, із загальної кількості можливих випадків у рівноймовірнісному просторі подій: див. класичне визначення ймовірності.
Наприклад, якщо подією є те, «що при киданні гральної кістки випаде парне число», то ймовірність становитиме {\displaystyle {\tfrac {3}{6}}={\tfrac {1}{2}}}, оскільки 3 грані з 6 мають нанесені на них парні числа, і кожна грань має однакову ймовірність випадання.
Сучасне визначення:
Сучасне визначення починається зі скінченної або зліченної множини, що називають простором елементарних подій, яка відповідає множині всіх можливих випадків у класичному розумінні, і яку позначають через {\displaystyle \Omega }. Тоді вважають, що кожному елементові {\displaystyle x\in \Omega } відповідає істинне значення «ймовірності» {\displaystyle f(x)\,}, яке задовольняє наступним властивостям:
1. {\displaystyle f(x)\in [0,1]{\mbox{ for all }}x\in \Omega \,};
2. {\displaystyle \sum _{x\in \Omega }f(x)=1\,}.

Таким чином, функція ймовірностей {\displaystyle f(x)} набуває значень між нулем та одиницею для кожного значення {\displaystyle x} у просторі подій {\displaystyle \Omega }, а сума {\displaystyle f(x)} за всіма значеннями {\displaystyle x} у просторі подій {\displaystyle \Omega } дорівнює 1. Випадкова подія визначається як будь-яка підмножина {\displaystyle E\,} простору елементарних подій {\displaystyle \Omega \,}. Ймовірність події {\displaystyle E\,} визначають як
{\displaystyle P(E)=\sum _{x\in E}f(x)\,}.
Таким чином, ймовірність повного простору подій дорівнює 1, а ймовірність нульової події дорівнює 0.
Функцію {\displaystyle f(x)}, що відображає точку в просторі подій на значення «ймовірності», називають функцією маси ймовірності, скорочено ФМІ. Сучасне визначення не намагається дати відповідь, як отримувати функції маси імовірності; натомість, воно вибудовує теорію, яка передбачає їхнє існування.

### Неперервні розподіли ймовірностей

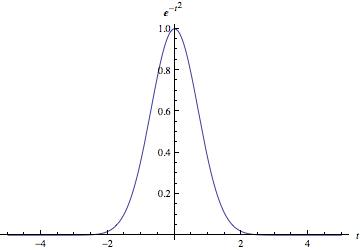
Нормальний розподіл, неперервна розподіл ймовірностей.

Неперервна теорія ймовірностей вивчає випадки, що виникають у неперервному просторі подій.
Класичне визначення: При стиканні з неперервним випадком класичне визначення не вибудовується. Див. парадокс Бертрана.
Сучасне визначення: Якщо вихідний простір випадкової величини X є множиною дійсних чисел ({\displaystyle \mathbb {R} }) або її підмножиною, то існує функція, що називають кумулятивною функцією розподілу ймовірностей (КФР) {\displaystyle F}, і визначають як {\displaystyle F(x)=P(X\leq x)\,}. Функція F(x) повертає значення ймовірності, що відповідає тому що величина X є меншою або рівною x.
КФР обов'язково задовольняє наступним властивостям:
1. {\displaystyle F\,} є монотонною не спадною, рівномірно неперервною функцією;
2. {\displaystyle \lim _{x\rightarrow -\infty }F(x)=0\,};
3. {\displaystyle \lim _{x\rightarrow \infty }F(x)=1\,}.

Якщо {\displaystyle F\,} є абсолютно неперервною, тобто, існує її похідна, а інтегрування її похідної функції знову дає КФР, то кажуть, що випадкова величина X має функцію густини імовірності, або ФГІ, або просто густину {\displaystyle f(x)={\frac {dF(x)}{dx}}\,.}
Для множини {\displaystyle E\subseteq \mathbb {R} } ймовірність того, що значення випадкової величини X знаходиться в {\displaystyle E}, дорівнює
{\displaystyle P(X\in E)=\int _{x\in E}dF(x)\,}.
У випадку існування функції густини це можливо записати як
{\displaystyle P(X\in E)=\int _{x\in E}f(x)\,dx\,}.
У той час як ФГІ існує лише для неперервних випадкових величин, КФР існує для всіх випадкових величин (в тому числі й для дискретних), що набувають значень в {\displaystyle \mathbb {R} \,.}
Ці поняття можливо узагальнити й для багатовимірних випадків у просторі {\displaystyle \mathbb {R} ^{n}} та інших неперервних просторів подій.

## Збіжність випадкових величин
У теорії ймовірності існують декілька різних визначень збіжності випадкових величин. Вони перераховані нижче у порядку своєї суворості, тобто, будь-яке наступне поняття збіжності означає виконання збіжності попередніх.

### Слабка збіжність
Послідовність випадкових величин {\displaystyle X_{1},X_{2},\dots ,\,} слабко збігається до випадкової величини {\displaystyle X\,} якщо їх відповідні кумулятивні функції розподілу {\displaystyle F_{1},F_{2},\dots \,} збігаються до кумулятивної функції розподілу {\displaystyle F\,} величини {\displaystyle X\,}, де {\displaystyle F\,} є неперервною. Слабку збіжність також називають збіжністю за розподілом.
Найбільш поширена скорочена нотація: {\displaystyle \displaystyle X_{n}\,{\xrightarrow {\mathcal {D}}}\,X}

### Збіжність за ймовірністю
Говорять, що послідовність випадкових величин {\displaystyle X_{1},X_{2},\dots \,} збігається до випадкової величини {\displaystyle X\,} за ймовірністю якщо {\displaystyle \lim _{n\rightarrow \infty }P\left(\left|X_{n}-X\right|\geq \varepsilon \right)=0} для кожної ε > 0.
Найбільш поширена скорочена нотація: {\displaystyle \displaystyle X_{n}\,{\xrightarrow {P}}\,X}

### Сильна збіжність
Кажуть, що послідовність випадкових величин {\displaystyle X_{1},X_{2},\dots \,} збігається до випадкової величини {\displaystyle X\,} сильно якщо {\displaystyle P(\lim _{n\rightarrow \infty }X_{n}=X)=1}. Сильну збіжність також називають збіжністю за нормою або майже певною збіжністю.
Найбільш поширена скорочена нотація: {\displaystyle \displaystyle X_{n}\,{\xrightarrow {\mathrm {a.s.} }}\,X}
Як зрозуміло із назв слабка збіжність є менш строгою ніж сильна збіжність. По суті, сильна збіжність передбачає збіжність за імовірністю, а збіжність за імовірністю передбачає слабку збіжність. Обернене твердження не завжди буде мати місце.

### Закон великих чисел
Інтуїтивно можна передбачити, що якщо монету підкинути багато разів, тоді приблизно половину разів вона падатиме чіт до гори, а іншу половину разів до гори випаде лишка. Крім того, чим більше разів підкидати монети, тим ймовірніше співвідношення кількості випадіння чіт до кількості лишків буде наближатися до одиниці. Сучасна теорія ймовірності надає формальне визначення цієї інтуїтивної здогадки, що відоме як закон великих чисел. Цей закон є визначальним, оскільки він не є припущенням яке лежить в основі теорії ймовірностей, а є теоремою, що доведена із її аксіом. Оскільки він пов'язує теоретично виведені ймовірності на основі частоти їх фактичного виникнення при реальному спостереженні, закон великих чисел є одним із найважливішим в історії статистичної теорії і має широке застосування.
Закон великих чисел стверджує, що вибіркове середнє
{\displaystyle {\overline {X}}_{n}={\frac {1}{n}}{\sum _{k=1}^{n}X_{k}}}
послідовності незалежних і однаково розподілених випадкових величин {\displaystyle X_{k}} збігається до їх спільного сподівання {\displaystyle \mu }, за умови що математичне сподівання {\displaystyle |X_{k}|} є скінченним.
Різні форми збіжності випадкових величин визначають як наслідок дві форми закону великих чисел: слабкий і сильний
Слабкий закон: {\displaystyle \displaystyle {\overline {X}}_{n}\,{\xrightarrow {P}}\,\mu } для {\displaystyle n\to \infty }
Сильний закон: {\displaystyle \displaystyle {\overline {X}}_{n}\,{\xrightarrow {\mathrm {a.\,s.} }}\,\mu } для {\displaystyle n\to \infty }.
Із закону великих чисел випливає, що навіть якщо ймовірність p є результатом спостережень за повторюваними незалежними експериментами, співвідношення частоти спостереження за цією подією до загальної кількості повторень експерименту буде збігатися до значення p.
Наприклад, якщо {\displaystyle Y_{1},Y_{2},...\,} є незалежними випадковими величинами Бернуллі, що можуть приймати значення 1 із ймовірністю p і значення 0 із ймовірністю 1-p, тоді {\displaystyle {\textrm {E}}(Y_{i})=p} для всіх i, так що {\displaystyle {\bar {Y}}_{n}} майже напевно збігається до p.

### Центральна гранична теорема
Центральна гранична теорема є одним із видатних результатів математики. Вона пояснює всюдисуще існування нормального розподілу в природі.
Теорема стверджує, що середнє багатьох незалежних і однаково розподілених випадкових величин із скінченною дисперсією прямує до нормального розподілу незалежно від розподілу, якому слідує початкова випадкова величина. Формально, нехай {\displaystyle X_{1},X_{2},\dots \,} є незалежними випадковими величинами із середнім {\displaystyle \mu } та дисперсією {\displaystyle \sigma ^{2}>0\,}. Тоді послідовність випадкових величин
{\displaystyle Z_{n}={\frac {\sum _{i=1}^{n}(X_{i}-\mu )}{\sigma {\sqrt {n}}}}\,}
збігається за розподілом до випадкової величини із стандартним нормальним розподілом.

## Теми теорії ймовірностей
| - Випадкова величина - Випадкова подія - Елементарна подія - Закон розподілу - Імовірність - Незалежність подій | - Несумісні події - Простір елементарних подій - Стохастичний експеримент - Сумісні події - Центральна гранична теорема |

## Особливість теорії ймовірностей
У теорії ймовірностей випадкову змінну вважають відомою. Ця особливість відрізняє предмет і методи теорії ймовірностей від предмету і методів математичної статистики, де випадкову змінну досліджують після одержання статистичного матеріалу.